# رود نویتنا
رود نویتنا (انگلیسی: Nowitna River) شاخه‌ای از رود یوکون به طول ۲۵۰ مایل (۴۰۰ کیلومتر)	 که در ایالت آلاسکا در شمال ایالات متحده جریان دارد.